# Henry Georges D’Hoedt
Henry Georges D’Hoedt (* 28. Juni 1885 in Gent; † 14. Mai 1936 in Brüssel) war ein belgischer Komponist und Musikpädagoge.

## Leben und Werk
D’Hoedt studierte am Konservatorium in Gent bei Oscar Roels (Solfège), Paul Lebrun (Harmonielehre), Edward Blaes (Fagott), Emile Mathieu (Fugenlehre) und Leo Moermans. Nach einer Phase als Fagottist an der Königlich flämischen Oper Antwerpen wurde er 1916 Mitglied des Lehrkörpers der Musikakademie Gent, zunächst als Assistent, später als Lehrer für Harmonielehre.
1920 errang er mit seiner Kantate La légende de Béatrice einen Zweiten Rompreis. 1924 wurde er Direktor des Konservatoriums in Löwen und hatte diese Position bis zu seinem Lebensende inne. Außerdem leitete er in Löwen den Männerchor „Zang en Vermaak“.
Zu seinen wichtigsten Kompositionen zählen die Oper Klaas in Luilekkerland (1926 in Antwerpen uraufgeführt) und das fünfsätzige Orchesterwerk Chronique Brèves de la vie bourgeoise (1934). Außerdem komponierte er die Tondichtungen Narcisse und Poème pantagruélique, Kammermusik, Lieder und Chorwerke. Stilistisch steht D’Hoedt am Übergang zwischen Spätromantik und Impressionismus.